# Agelena republicana
Agelena republicana är en spindelart som beskrevs av Darchen 1967. Agelena republicana ingår i släktet Agelena och familjen trattspindlar.
Artens utbredningsområde är Gabon. Inga underarter finns listade i Catalogue of Life.